# Kopačin Dol
Kopačin Dol (makedonsky: Копачин Дол, albánsky: Kopaçindolli) je vesnice v Severní Makedonii. Nachází se v opštině Želino v Položském regionu.

## Geografie
Kopačin Dol se nachází v oblasti Položská kotlina a leží podél horního toku řeky Suvodolica, na severních svazích hory Suva Gora. Obec leží v blízkosti dálnice spojující Tetovo a Skopje. Okolní vesnice jsou Grupčin, Čiflik a Novo Selo.

## Historie
Podle záznamů Vasila Kančova z roku 1900 žilo ve vesnici 166 albánských muslimů.

## Demografie
Podle sčítání lidu z roku 2021 žije ve vesnici 818. Etnické skupiny jsou:
- Albánci – 753
- ostatní – 65

| Rok          | 1900 | 1929 | 1948 | 1953 | 1961 | 1971 | 1981 | 1994 | 2002 | 2021 |
| ------------ | ---- | ---- | ---- | ---- | ---- | ---- | ---- | ---- | ---- | ---- |
| Obyvatelstvo | 166  | 237  | 391  | 428  | 468  | 600  | 715  | 852  | 907  | 818  |